# 광명우체국
광명우체국(光明郵遞局)은 대한민국 과학기술정보통신부 우정사업본부 경인지방우정청 소속의 우편물 취급기관이다. 경기도 광명시 범안로 1017(하안동)에 있다.

## 연혁
- 1974년 12월 28일: 광명우체국 개국(현 광명2동 우체국위치)
- 1992년 8월 31일: 현청사 신축 이전
- 1997년 7월 1일: 과편제 신설(창구과, 우편과, 관리과)
- 1997년 10월 1일: 과편제 변경(영업과, 업무과, 관리과)
- 2001년 5월 1일: 과편제 변경(영업과, 우편물류과)
- 2007년 11월 30일: 4급관서로 관서승격- 3과1실(영업과,우편물류과,지원과,경영지도실)
- 2010년 11월 8일: 우편구역을 광명시 전 지역으로 고시[1]
- 2013년 1월 31일: 광명철산1동우편취급국, 광명철산역전우편취급국 위탁계약 해지[2]
- 2014년 1월 1일: 우편구역을 다음과 같이 고시[3]

| 배달국     | 배달구역      | 구역번호      |
| ---------- | ------------- | ------------- |
| 광명우체국 | 광명시 전지역 | 14200 ~ 14354 |

## 관할 우체국
| 우체국명               | 사진 | 주소                                   | 비고 |
| ---------------------- | ---- | -------------------------------------- | ---- |
| 광명2동우체국          |      | 경기도 광명시 광명로 944(광명동)       |      |
| 광명6동우체국          |      | 경기도 광명시 광명로 827(광명동)       |      |
| 광명소하동우체국       |      | 경기도 광명시 오리로 332(소하동)       |      |
| 광명철산1동우편취급국  |      | 경기도 광명시 사성로103번길 14(철산동) |      |
| 광명철산3동우체국      |      | 경기도 광명시 모세로 54(철산동)        |      |
| 광명철산동우체국       |      | 경기도 광명시 광덕산로 35-1(하안동)    |      |
| 광명철산역전우편취급국 |      | 경기도 광명시 철산로 5(철산동)         |      |
| 광명하안3동우체국      |      | 경기도 광명시 금당로 45(하안동)        |      |

## 조직
- 경영지도실
- 지원과
- 우편물류과
- 영업과
  - 고객지원실